# سلمة بن هشام
الصحابي سلمة بن هشام بن المغيرة بن عبد الله بن عُمَر بن مخزوم القرشيّ المخزوميّ، من السابقين الأولين في الإسلام، فقد أسلم قديمًا بمكة، وهاجر إلى الحبشة، أمه ضباعة بنت عامر بن قرط بن سلمة بن قشير، وهو أخو أبي جهل بن هشام، وابن عم خالد بن الوليد.

## هجرته إلى الحبشة
أسلم قديمًا بمكة هاجر إلى أرض الحبشة في الهجرة الثانية مع جعفر بن أبي طالب.

## محنته في مكة
رجع سَلَمة بن هشام من أرض الحبشة إلى مكّة فحبسه أبو جهل وضربه وأجاعه وأعطشه، فدعا له النبي، وكان يخصه بدعائه في صلاته وقنوته مع بعض الصحابة، فعن أبي هُريرة:
| سلمة بن هشام | لما رفع النبيّ ﷺ رأسه من الركعة من صلاة الفجر قال: اللهم أنج الوليد بن الوليد وسلمة بن هشام وعياش بن أبي ربيعة والمستضعفين بمكّة اللهمّ اشْدُدْ وَطْأتَكَ على مُضَر، اللهمّ اجعلها سنين كسنين يوسف | سلمة بن هشام |

## هجرته إلى المدينة
لم يتمكن سلمة بن هشام من الهجرة إلى المدينة إلا بعد غزوة الخندق، وبالرغم من مقتل أخويه أبو جهل والعاص بن هشام في غزوة بدر، إلا إنه ظل محبوسًا لدى المشركين في مكة، ثمّ تمكن من الفرار بعد غزوة الخندق، فقالت أمه ضُباعة:

## غزوة مؤتة
شهد غزوة مؤتة، ورُوي أنه بعدما عاد كان لا يحضر الصلاة لأَن الناس كانوا يصيحون به وبمن عاد من مؤتة: «يا فَرّارين، فَرَرتُم في سبيل الله»، فعن أمِّ سلمةَ: «أنَّها قالت لامرأةِ سلمةَ بنِ هشامٍ ما لي لا أرَى سلمةَ يُصلِّي مع النَّبيِّ صلَّى اللهُ عليه وآلِه وسلَّم قالت كلَّما خرج صاح به النَّاسُ يا فرَّارُ وكان ذلك عقِبَ غزوةِ مُؤتةَ»

## استشهاده
استشهد بأجنادين في جمادى الأولى 13 هـ قبل وفاة أبي بكر الصديق بأربع وعشرين ليلة، وقيل: بل خرج إلى الشام مجاهدًا في خلافة أبو بكر، واستشهد بمرج الصفر، سنة 14 هـ، أول خلافة عمر.